# Cordiera sessilis
Cordiera sessilis är en måreväxtart som först beskrevs av Vell., och fick sitt nu gällande namn av Carl Ernst Otto Kuntze. Cordiera sessilis ingår i släktet Cordiera och familjen måreväxter. Inga underarter finns listade i Catalogue of Life.